# Reinhold Senn
Pour les articles homonymes, voir Senn.
Reinhold Senn, né le 6 décembre 1936 à Imst et mort le 1er juin 2023, est un lugeur autrichien.

## Carrière
Reinhold Senn est médaillé d'argent en double aux Jeux d'hiver de 1964 à Innsbruck, où la luge fait partie du programme olympique pour la première fois, avec Helmut Thaler. Senn est médaillé de bronze en double avec Thaler et en simple aux championnats du monde de 1961 ainsi que médaillé d'argent en double avec Thaler aux championnats d'Europe de 1967.